# Gloria Stuart
Pour les articles homonymes, voir Stuart.
Gloria Frances Stuart est une actrice américaine, née Gloria Stewart à Santa Monica (Californie) le 4 juillet 1910 et morte à Los Angeles le 26 septembre 2010.

## Biographie

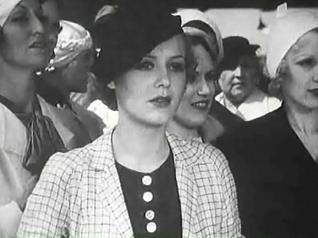
Gloria Stuart dans Voici la marine, 1934.

Gloria Frances Stuart signe son premier contrat avec Universal Studios en 1932. Elle est appréciée du réalisateur James Whale, qui la fait jouer dans Une soirée étrange (en 1932), ainsi que (en 1933) L'Homme invisible et The Kiss Before the Mirror. Sa carrière ne démarre pas rapidement, elle se tourne donc vers 20th Century Fox. Dans les années 1930, elle joue aux côtés de Lionel Barrymore, Kay Francis, Claude Rains, Raymond Massey, Paul Lukas, John Boles, John Beal et Shirley Temple. Elle  joue dans quelques films dans les années 1940 et décide de travailler pour le syndicat des acteurs américains. Après trente ans hors de l'écran, elle paraît dans un film télévisé de 1975 intitulé La Légende de Lizzie Borden. En 1982, elle joue dans le film Où est passée mon idole ?.
Gloria Stuart atteint la célébrité à un âge avancé : elle est surtout connue pour son rôle de Rose DeWitt Bukater (Rose âgée) dans le film Titanic de 1997, où elle obtient une nomination pour meilleure actrice dans un second rôle aux Oscars du cinéma. Kim Basinger, remporte alors le prix. Ses talents sont ensuite sollicités dans la série Arabesque en 2001 et dans la série Land of Plenty en 2004.
Depuis l'an 2000, une étoile porte son nom sur le Walk of Fame d'Hollywood. Le 19 juin 2010, la Guilde des acteurs de cinéma (The Screen Actors Guild - SAG) rend hommage à sa longue carrière.
Le 4 juillet 2010, James Cameron, le réalisateur du film Titanic, préside (en présence de son épouse, Suzy Amis, et de plus de cent invités, dont notamment : Frances Fisher, Shirley MacLaine et Tom Arnold) la fête du centième anniversaire de naissance de Gloria Stuart, celle qui demeure la « Rose du Titanic » et la personne ayant été mise en nomination pour un Oscar à l'âge le plus avancé jusque-là (87 ans en 1997). Le 22 juillet, l'Académie des arts et sciences du cinéma (The Academy of Motion Picture Arts and Sciences- AMPAS) lui rendent hommage par un programme d'extraits de films et de conversation entre elle et l'historien du cinéma Leonard Maltin.
Elle meurt le 26 septembre 2010, à Los Angeles, à l'âge de 100 ans, des suites d'un cancer du poumon, diagnostiqué cinq ans auparavant, après avoir survécu à un cancer du sein.